# Округ Линколн (Монтана)
Линколн (енгл. Lincoln County) је округ у америчкој савезној држави Монтана.

## Демографија
По попису из 2010. године број становника је 19.687, што је 850 (4,5%) становника више него 2000. године.
| Група             | 2000.          | 2010.          |
| Белци             | 17.917 (95,1%) | 18.546 (94,2%) |
| Афроамериканци    | 21 (0,1%)      | 23 (0,1%)      |
| Азијати           | 59 (0,3%)      | 60 (0,3%)      |
| Хиспаноамериканци | 271 (1,4%)     | 462 (2,3%)     |
| Укупно            | 18.837         | 19.687         |